# Aigle (constellation)
Aquila
Pour les articles homonymes, voir Aigle (homonymie).
L'Aigle est une constellation située à peu près sur l'équateur céleste. Dotée d'étoiles brillantes, elle fut répertoriée par Aratos de Soles, puis par Ptolémée dès le IIe siècle.

## Nomenclature, histoire et mythologie

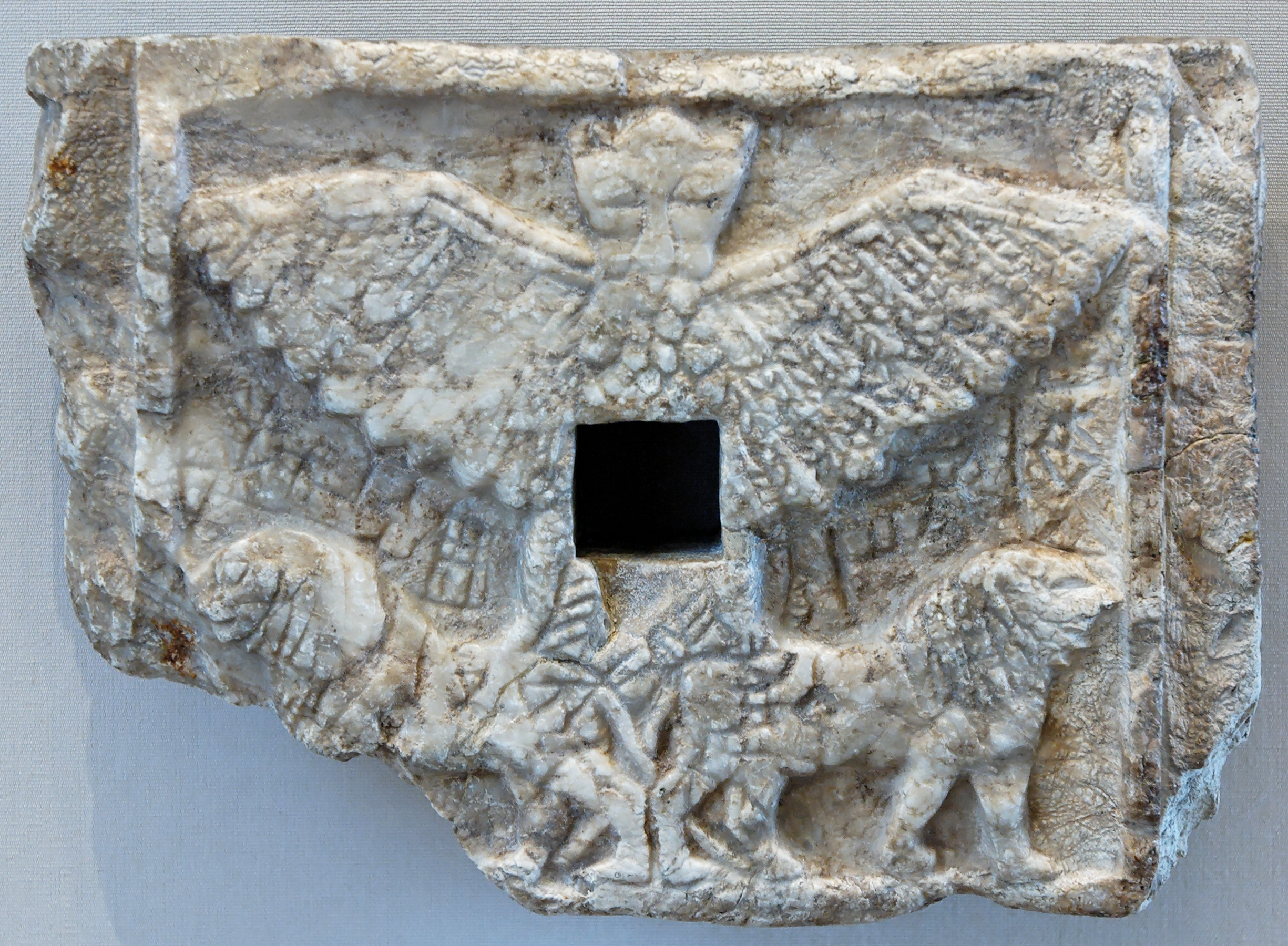
Relief votif représentant Anzû (ca. 2500 av. è. c.), site de Tello, ancienne cité de Girsu.

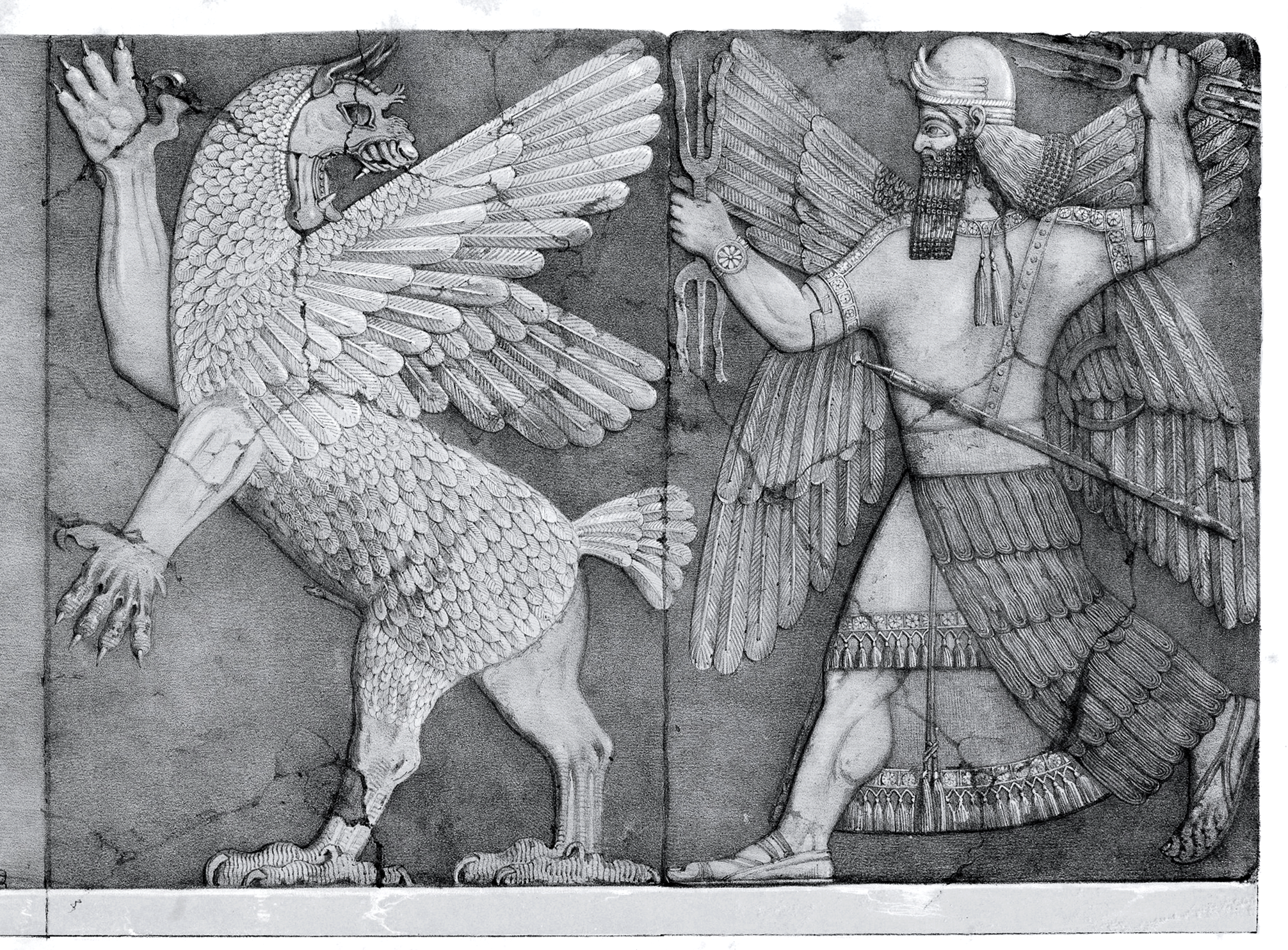
Ninurta combattant Anzû, bas-relief d’un temple de Nimroud d’époque assyrienne.

### En Mésopotamie
Nous trouvons d’abord l’étoile mul.TI8.mušen = Erû, « l’Aigle », qui est emblématique du mois de tebētu (décembre-janvier) sur le chemin d’ENLIL, soit dans la zone boréale du ciel. Les astronomes l’affectent sans hésitation à Alpha Aquilae. Nous la retrouvons à plusieurs reprises dans les textes du 1er millénaire alors que le ciel est déjà contexturé en constellations, mais nous ne trouvons pas d’autres étoiles affectées à la même figure. Il ne fait pourtant aucun doute qu’il s’agit bien d’une constellation, comme le prouveront les Grecs puis les Anciens Arabes en l’acclimatant à leurs ciels respectifs (cfr. ci-dessous).
Cette figure est, dans le mythologie mésopotamienne, le monstre léontocéphale ailé IM.DUGUD = Anzû, porté à la postérité par un mythe célèbre. Rêvant de puissance, ce dernier dérobe les « tables du Destin » sur lesquelles est fixé le destin de tout être et s’enfuit dans les montagnes de l’Est, provoquant la terreur des dieux. C’est devant leur assemblée que Ninurta, qui va devenir dieu de la Guerre, se dévoue pour affronter le monstre, et il parvient à terrasser grâce à une subterfuge trouvé par l’astucieux Ea, dieu de la Sagesse.

### En Grèce et à Rome
Les Grecs suivirent les Mésopotamiens qui connaissaient TE8 = Erû, « l’Aigle » : ils en firent Ἀετός, que Geminos disait être déjà connu d’Euctémon et de Démocrite.

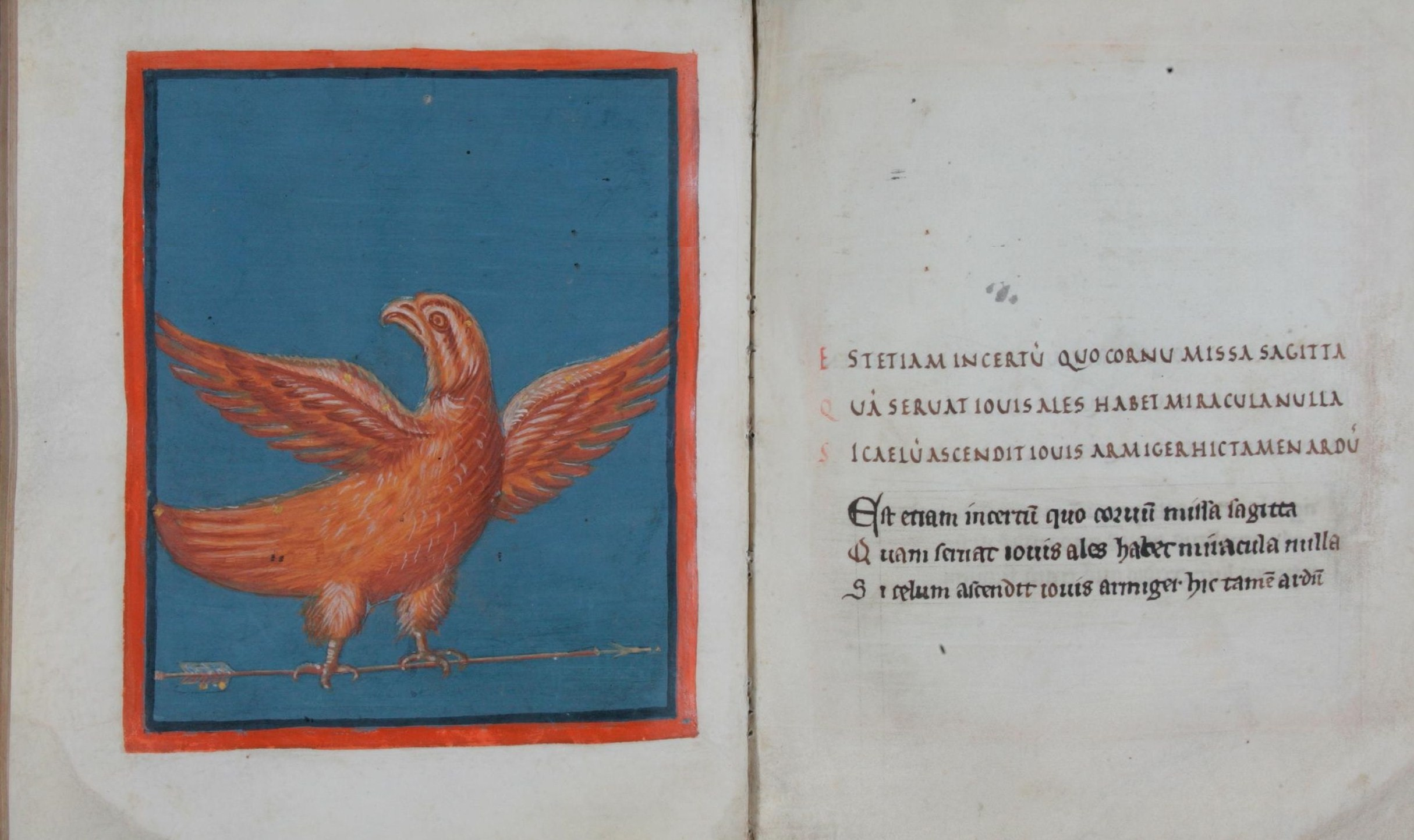
Aquila dans une édition des Aratea de Germanicus d’époque carolingienne (ca. 830-840).

Dans la mythologie grecque, cette figure représentait l'aigle de Zeus. Elle fut mentionnée par les astronomes grecs Eudoxe de Cnide (IVe siècle avant notre ère) et Aratos de Soles (IIIe siècle avant notre ère). Pour Ératosthène, il s’agit de l’aigle qui emporta au ciel Ganymède à Zeus pour qu’il en fît son échanson.
De leur côté les Latins reprirent la transcription du nom grec, soit Aquila, à partir de Cicéron (106-43 av. è. c.) dans ses Aratea. On sait que l’empereur Hadrien donna le nom d’un jeune esclave aimé de, lui  Ἀντίνοος - Antinoüs pour les Latins -, à l’astérisme d’Aquila censé représenter Ganymède. Ce n’est qu’en 1930 que l’Union astronomique internationale (UAI) fit disparaître cette représentation de son catalogue.

### Chez les Arabes
Nous avons, de façon habituelle deux représentations du ciel parallèles et non exclusives, le ciel arabe traditionnel formaté à partir des manāzil al-qamar ou « stations lunaires », et le ciel formaté par les Grecs et adopté par les astronomes arabes au IXe siècle, ou ciel gréco-arabe.
En héritant du ciel formaté par les astronomes grecs au IXe siècle, les Arabes traduisirent Ἀετός par al-ᶜUqāb. De cette figure gréco-arabe, vient deux noms d’étoiles placées dans la Queue de l'Aigle, Deneb el Okab pour ε Aql et la troncation de ce nom, Okab, affecté par l’UAI à sa voisine, ζ Aql.
Mais, bien avant de suivre l’astronomie grecque, les Arabes connaissaient la triade αβγ Aql sous le nom de al-Nasr al-Ṭā’ir, « l’Aigle Volant », figure bien connue dans l’Antiquité. Ce nom lui vient, selon ᶜAbd al-Raḥmān al-Sūfī (964), que cet aigle a les ailes déployées, par opposition au groupe situé au-dessus de lui et nommé al-Nasr al-Wāqiᶜ, « l’Aigle Tombant », qui laisse tomber ses ailes (voir la constellation de la Lyre). Le plupart des étoiles de cette constellation viennent de cette figure, non seulement Altaïr pour α Aql, mais encore Alshain pour β Aql, Tarazed pour γ Aql, et Al Mizan I, II et III pour δ, η et θ Aql.

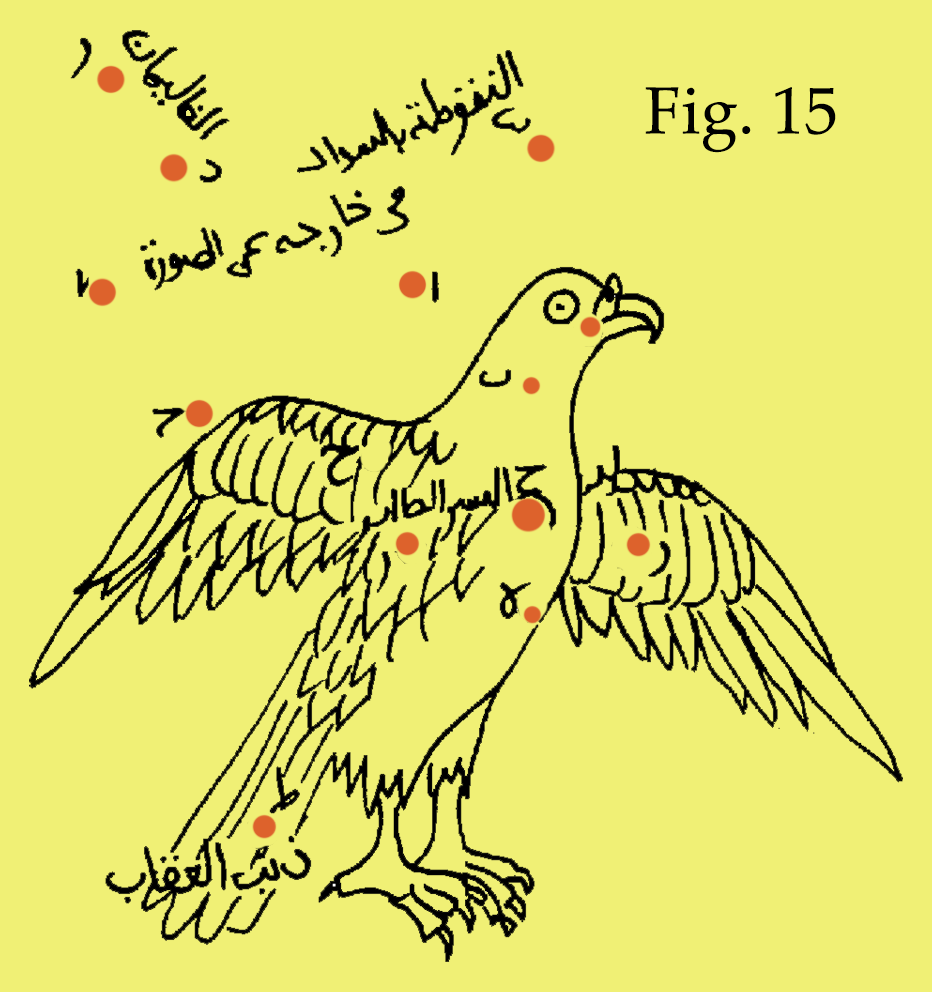
Figure de العقاب al-ᶜUqāb dans le ciel gréco-arabe, d’après un traité de ᶜAbd al-Raḥmān al-Sūfī al-Ṣūfī, 1606, St-Péterbourg).

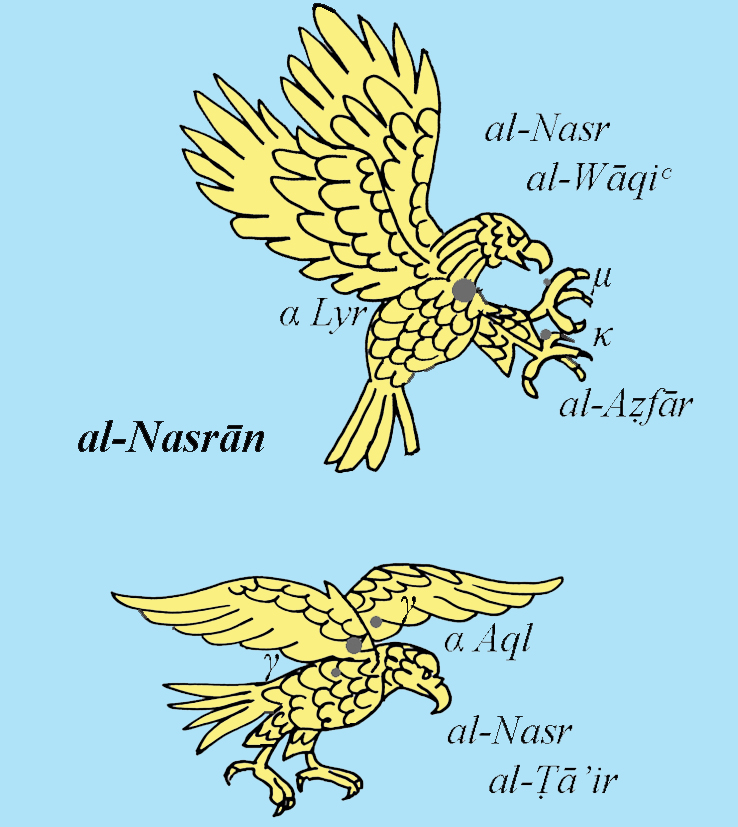
Les Deux aigles, النسر الواقع al-Nasr al-Wāqiᶜ, « l’Aigle Tombant », et النسرالطاٸر al-Nasr al-Ṭā’ir, « l’Aigle Volant ».

### En Europe
Au Moyen Âge, les clercs latins connaissaient le nom d’Aquila par les encyclopédies et les quelques manuscrits des Aratea, c’est-à-dire les versions latines des Φαινόμενα d’Aratos, à leur disposition, mais il utilisèrent le nom qu’ils trouvèrent dans les textes arabes. C’est ainsi qu’en suivant textuellement les versions de la Μαθηματική σύνταξις de Claude Ptolémée effectuées au IXe siècle par al-Ḥağğāğ b. Maṭar et Isḥāq b. Ḥunayn, Gérard de Crémone donnait ca. 1175 : Stellatio Aquile & est vultur volans, ce que nous retrouvons dans l’Uranometria de Johann Bayer (1603). En français, Vautour volant sera encore présent dans les dictionnaires au XIXe siècle. Ce n’est qu’avec la nomenclature approuvée en 1930 par l’Union astronomique internationale (UAI) que cette appellation disparaîtra définitivement.

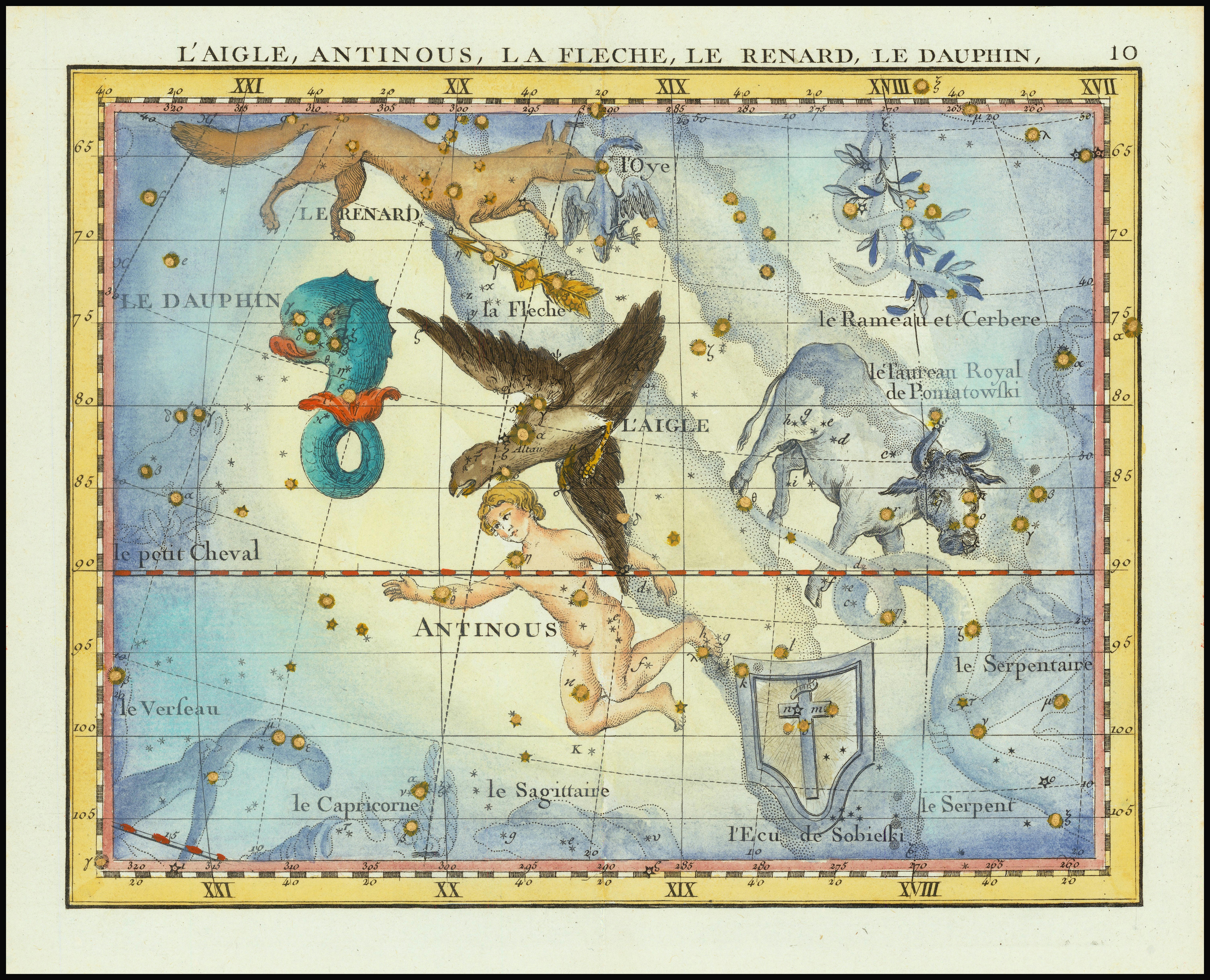
La figure dAquila chez John Flamsteed, 1876.

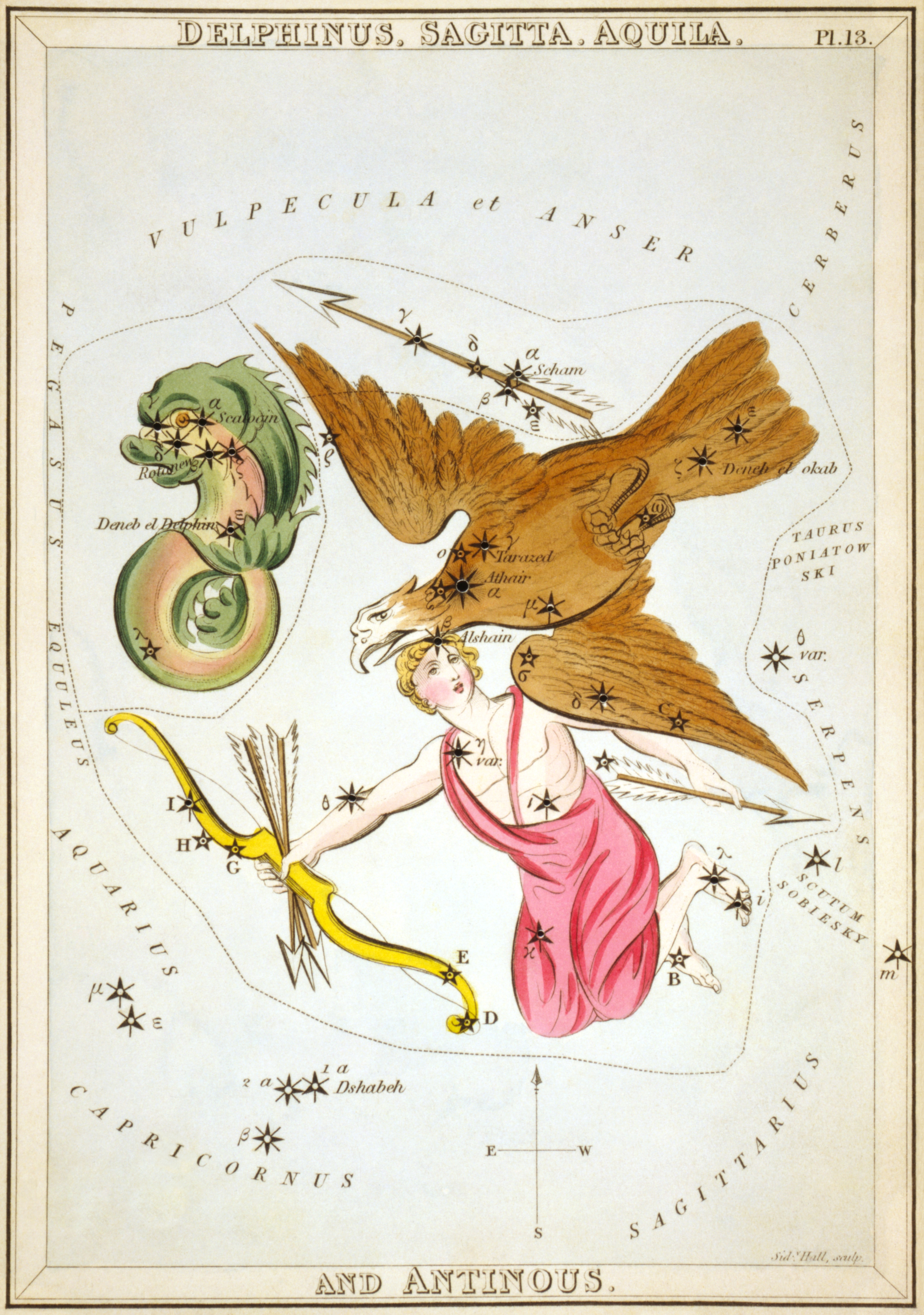
La figure d'Aquila enlevant Ganymède dans l'Urania's Mirror, 1824.

### En Inde
Dans la mythologie hindoue, les trois étoiles les plus évidentes de la constellation, formant la tête de l'animal, Alpha Aquilae/Altaïr, Beta Aquilae/Alshain et Gamma Aquilae/Tarazed représentaient l'empreinte du pied de Vishnou.

### En Chine
Dans l'histoire chinoise de Qixi, Niu Lang (Altaïr) et ses deux enfants (Alshain et Tarazed) sont séparés de leur mère Zhi Nu (Véga) qui est située de l'autre côté de la Voie lactée (voir aussi Astrologie chinoise — Légende d'Altaïr et de Véga).

### Repérage de la constellation

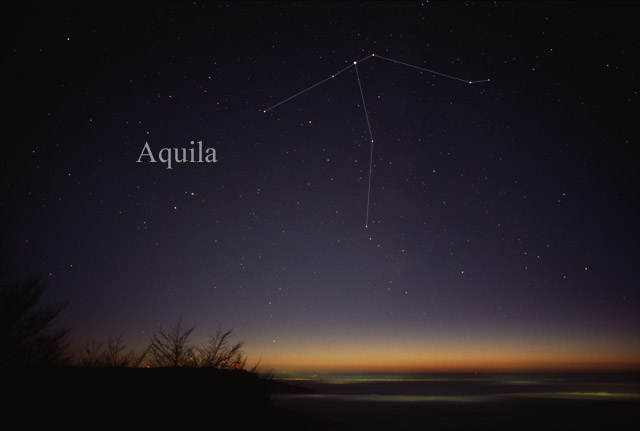
Constellation de l'Aigle.

Visibilité nocturne de la constellation. Animation explicitant le repérage des étoiles de l'Aigle.

## Objets célestes

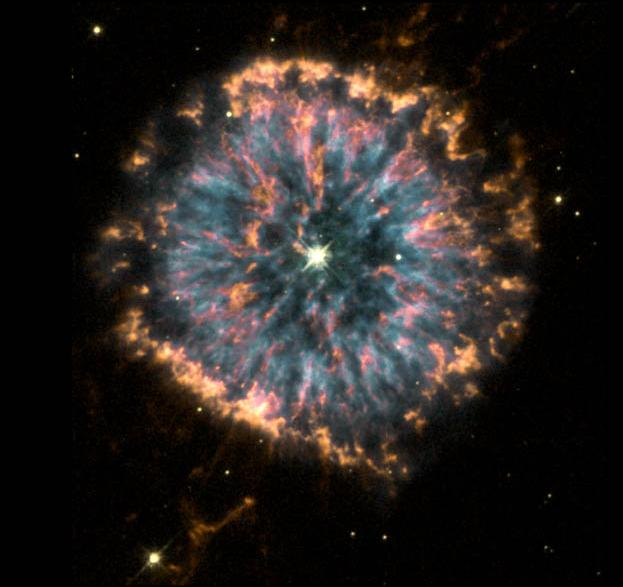
La nébuleuse planétaire NGC 6751, dans la constellation de l'Aigle.